# جابورندي برنمبوكو
الجابورندي برنمبوكو أو بيلوقربورس جابورندي (الاسم العلمي:Pilocarpus jaborandi)، هو نوع من النباتات المزهرة ينتمي إلى جنس المَلْبُودَة من فصيلة السذابية. وهو مصدر للدواء بيلوكاربين.

## الوصف
أوراق البيلوقربورس جابورندي بسيطة فردية التقطيع الريشي من 4 إلى 5 أزواق من الوريقات، بيضية الشكل عموما، إهليجية أو مستديرة، زغبية نوعا ما، ذات قاعدة قلبية الشكل، ما عدا قابية الوريقة الهامية، التي تختلف عن الوريقة الهامية في نوع الجابورندي الريشي الورقي التي تكون دائما مخففة. تنفصل عن العرق الرئيسي عروق ثانوية تتشابك فيما بينها.
وريقات هذا النوع: بعضها متطاول الشكل ذو لون أخضر باهت، طولها من 9 إلى 13 سم، بعضها زاهي اللون على صفخة النصل العليا،و باهت اللون على الصفحة السفلى.د، و بعضها جلدى النصل الجامد، يكون نصلها مخضر اللون الأصفر أو محمرا على الصفحة العليا، و أبهت لونا على السفلى، يبلغ طولها 16 سم و عرضها من 5 إلى 6 سم.

## الموطن
موطنه شمال شرق البرازيل.